# La Torre d’En Besora
La Torre d’En Besora település Spanyolországban, Castellón tartományban. La Torre d’En Besora Culla és Vilar de Canes községekkel határos. Lakosainak száma 163 fő (2024).

## Népesség
A település népessége az elmúlt években az alábbi módon változott:
| Lakosok száma | 202  | 190  | 189  | 185  | 177  | 167  | 166  | 158  | 167  | 163  |
|               | 2001 | 2004 | 2006 | 2009 | 2011 | 2014 | 2016 | 2019 | 2021 | 2024 |